# Hermann von Eckardstein
Hermann von Eckardstein, född 5 juli 1864 i Löwen, Schlesien, död 21 november 1936 i Haag, var en tysk friherre och diplomat.
Eckardstein ingick efter en kort officerstjänst i den tyska diplomatin 1888. Hans verksamhet var huvudsakligen förlagd till ambassaden i London, där han 1891-1902, med ett avbrott för perioden 1898-1899, satt på olika poster. Slutligen var han 1902-1907 ambassadråd i disponibilitet och verkade ivrigt för samförstånd mellan Tyskland och Storbritannien. 
Eckarstein gifte sig med en brittisk dam och hans sällskapliga intressen skaffade honom en framskjuten plats inom Storbritanniens ledande kretsar. Den tyske ambassadören greve Paul von Hatzfeldts ålder och sjuklighet gav honom vid flera tillfällen möjlighet att agera i diplomatiskt betydelsefulla uppdrag, även om hans politiska ytlighet gjorde honom mindre lyckad för uppdraget. Att de tysk-brittiska alliansförhandlingarna 1899-1901 inte ledde till några positiva resultat var dock inte hans fel. Sina upplevelser i nöjes- och diplomatvärlden beskrev han biografin Lebenserinnerungen und politische Denkwürdigkeiten (1919-1921; i sammandrag på svenska, Levnadsminnen och politiska anteckningar, översättning Karin Jensen, Wahlström & Widstrand, 1920). Biografin blev uppmärksammad och fick mycket kritik för att innehålla felaktigheter och efterhandskonstruktioner.